# San Vicente de Arévalo
San Vicente de Arévalo è un comune spagnolo di 222 abitanti situato nella comunità autonoma di Castiglia e León.